# Reinstorf
Reinstorf là một đô thị của huyện Lüneburg, bang Niedersachsen, Đức. Đô thị này có diện tích 30,29 km².